# Andrew Morgan
Andrew Richard "Drew" Morgan (Morgantown, 5 de fevereiro de 1976) é um astronauta norte-americano.

## Carreira
Coronel do Exército dos Estados Unidos formado pela Academia Militar dos Estados Unidos, também é formado em medicina e exerce as funções de cirurgião de voo  para a comunidade de operações especiais do Exército. Foi selecionado para o curso de astronautas da NASA e efetivado como membro do Grupo 21, classe de 2013, da agência espacial.
Depois do treinamento nas naves do programa Soyuz na Cidade das Estrelas, Rússia, ele foi pela primeira vez ao espaço em 20 de julho de 2019, integrando a tripulação da Soyuz MS-13, servindo como engenheiro de voo nas Expedição 60/61. Ele também integrou a Expedição 62, acumulando três missões consecutivas na ISS. Até o momento Morgan já participou de três caminhadas espaciais, acumulando mais de 20 horas no vácuo.  Ele retornará à Terra em 2020 em outra nave, a Soyuz MS-15.